# Circuito Brasileiro de Voleibol de Praia Masculino de 2024
O Circuito Brasileiro de Voleibol de Praia Masculino de 2024, também chamado de Circuito Banco do Brasil de Vôlei de Praia  (Top 12),  será a trigésima quarta edição da principal competição nacional de vôlei de praia na variante masculina, previsto para ter início em 21 de fevereiro de 2024, e aguardando a definição dos locais das quinta, sexta, oitava e nona etapa..

## Resultados

### Circuito Open 2024
| Evento                                                                 | Ouro | Prata | Bronze | Quarto lugar |
| 1ª Etapa Campo Grande, Mato Grosso do Sul 21 a 25 de fevereiro de 2024 |      |       |        |              |
| 2ª Etapa Recife, Pernambuco 13 a 17 de março de 2024                   |      |       |        |              |
| 3ª Etapa Saquarema, Rio de Janeiro (Estado) 3 a 7 de abril de 2024     |      |       |        |              |
| 4ª Etapa Natal, Rio Grande do Norte 24 a 28 de abril de 2024           |      |       |        |              |
| 5ª Etapa A definir, Por definir 19 a 23 de julho de 2024               |      |       |        |              |
| 6ª Etapa A definir, Por definir 11 a 15 de setembro de 2024            |      |       |        |              |
| 7ª Etapa João Pessoa, Paraíba 9 a 13 de outubro de 2024                |      |       |        |              |
| 8ª Etapa A definir, Por definir 30 de outubro a 3 de novembro de 2024  |      |       |        |              |
| 9ª Etapa A definir, Por definir 20 a 24 de novembro de 2024            |      |       |        |              |

## Classificação final

### Premiações individuais
Os destaques da temporada foramː
| MVP                     |
| Melhor Ataque           |
| Craque da Galera        |
| Melhor Bloqueio         |
| Melhor Saque            |
| Melhor Recepção/Passe   |
| Melhor Defesa           |
| Melhor Levantador       |
| Atleta que mais evoluiu |
| Revelação               |
| Melhor Técnico          |